# أن جاي هيون
أن جاي هيون (بالهانغل: 안재현، وبالهانجا: 安宰賢. ولد في 1 يوليو 1987) هو ممثل وعارض أزياء من كوريا الجنوبية.

## حياته الخاصة
في 11 مارس 2016، أكد الممثل عبر وكالة أعماله مواعدته منذ أبريل 2015 لشريكته في بطولة الدراما الكورية الدم الممثلة الشهيرة غو هي سون.
في 20 مايو 2016، سجل الزوجان زواجهما رسميًا في مكتب مقاطعة جانج نام، ثم تزوجا في 21 مايو من نفس السنة معلنين أنهما قررا التبرع بأموال حفل الزفاف إلى جناح الأطفال في مستشفى سيفيرانس، أحد أقدم وأكبر المستشفيات في كوريا. لاحقًا ظهر الزوجان في برنامج الواقع Newlywed Diary للمنتج نا يونغ سيوك، حيث عرضا من خلاله حياتهما الزوجية.
في أغسطس 2019، أفيد أن آهن طلب الطلاق من زوجته الممثلة غو هي سون وأنها ضد القرار ومتشبتة بالحفاظ على زواجها. في 9 سبتمبر 2019، قدم الممثل طلبًا للطلاق إلى محكمة الأسرة في سول، وتم تسليمه إلى غو هي في 18 سبتمبر 2019.
في 21 أكتوبر 2019، قام آهن بحذف جميع الصور الموجودة على حساب الانستغرام الخاص به، منعا لمزيد من الاشاعات والجدل العام الذي أثاره موضوع طلاقه وذلك قبل مسلسله التلفزيوني حب مع العيوب.

## وصلات خارجية
- أن جاي هيون على موقع IMDb (الإنجليزية)
- أن جاي هيون على موقع قاعدة بيانات الفيلم (الإنجليزية)

- الحساب الرسمي للممثل أن جاي هيون على إنستغرام.
- أن جاي هيون على HanCinema
- أن جاي هيون على قاعدة بيانات الأفلام على الإنترنت
- أن جاي هيون على Korean Movie Database